# Oestron
L'Oestron és una llengua inventada per J.R.R. Tolkien en el context de la seva obra literària referida a la Terra Mitjana. En diverses ocasions se l'anomena Llengua Comuna o Comú.
En els temps de la Guerra de l'Anell, l'Oestron era la llengua de tots els homes i hòbbits que vivien a les zones que antany pertanyien a Góndor i Àrnor, i també dels habitants de les ribes occidentals de l'Anduin, a excepció dels habitants del bosc de Drúadan, els Dudendalins, i els Rohirrim. L'Oestron, actuava com a llengua franca a les terres a l'oest de Rhûn, era la llengua pública dels nans, i la base d'algunes llengües dels orcs.
Originàriament l'oestron era una barreja d'Adûnaic i de les llengües dels pobles de les costes de la Terra Mitjana. Aquesta barreja es produiria al llarg de la  Segona Edat amb l'establiment d'assentaments de numenoreans a les costes de la Terra Mitjana. Després de l'arribada d'Eléndil, va rebre importants aportacions provinents del Sindarin, i fou en aquesta forma en la que s'expandí.
La llengua dels hòbbits és una variant rústica de l'oestron. Les llengües dels homes de Rhovanion i de Rohan estaven emparentades amb l'oestron, ja que totes descendien de les llengües dels Edain i els seus parents.